# 馮憲
馮憲（1473年—？），字遵古，山西太原府文水縣人，民籍，明朝政治人物。

## 生平
山西鄉試第六十名舉人。弘治十五年（1502年）中式壬戌科會試第二百七十九名，三甲第二十二名進士。

## 家族
曾祖馮景明；祖父馮楫；父馮鐸，母張氏。具庆下。弟馮賢。